# Michael Delany
Michael Delany (Australia, 22 de agosto de 1965) es un nadador australiano retirado especializado en pruebas de estilo libre, donde consiguió ser subcampeón olímpico en 1984 en los 4 x 100 metros estilo libre.

## Carrera deportiva
En los Juegos Olímpicos de Los Ángeles 1984 ganó la medalla de plata en los relevos de 4 x 100 metros estilo libre, con un tiempo de 3:19.68 segundos, tras Estados Unidos (oro) y por delante de Suecia (bronce), siendo sus compañeros de equipo los nadadores: Greg Fasala, Neil Brooks y Mark Stockwell.